# Oorlogsmonument

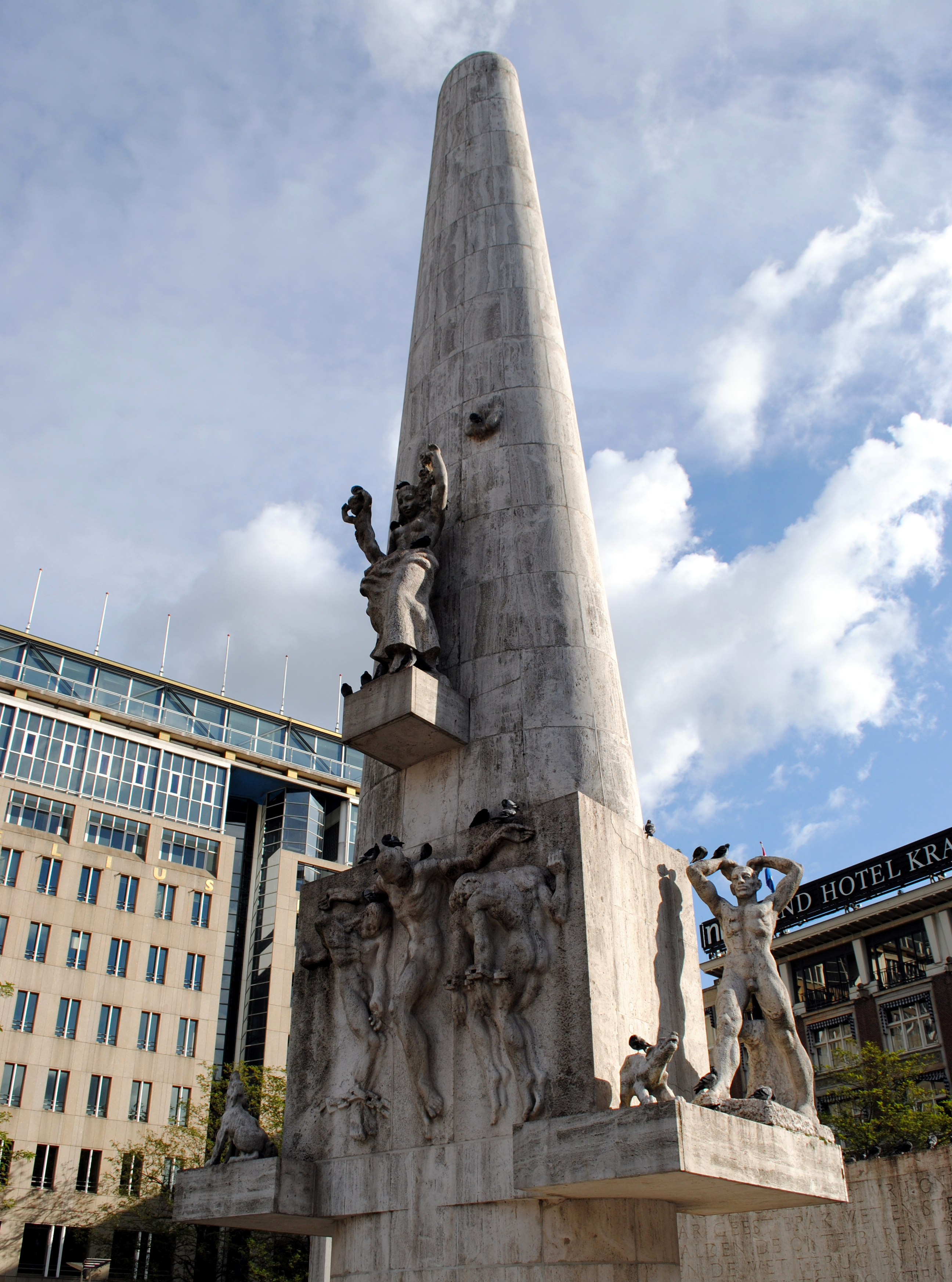
Nationaal Monument in Amsterdam

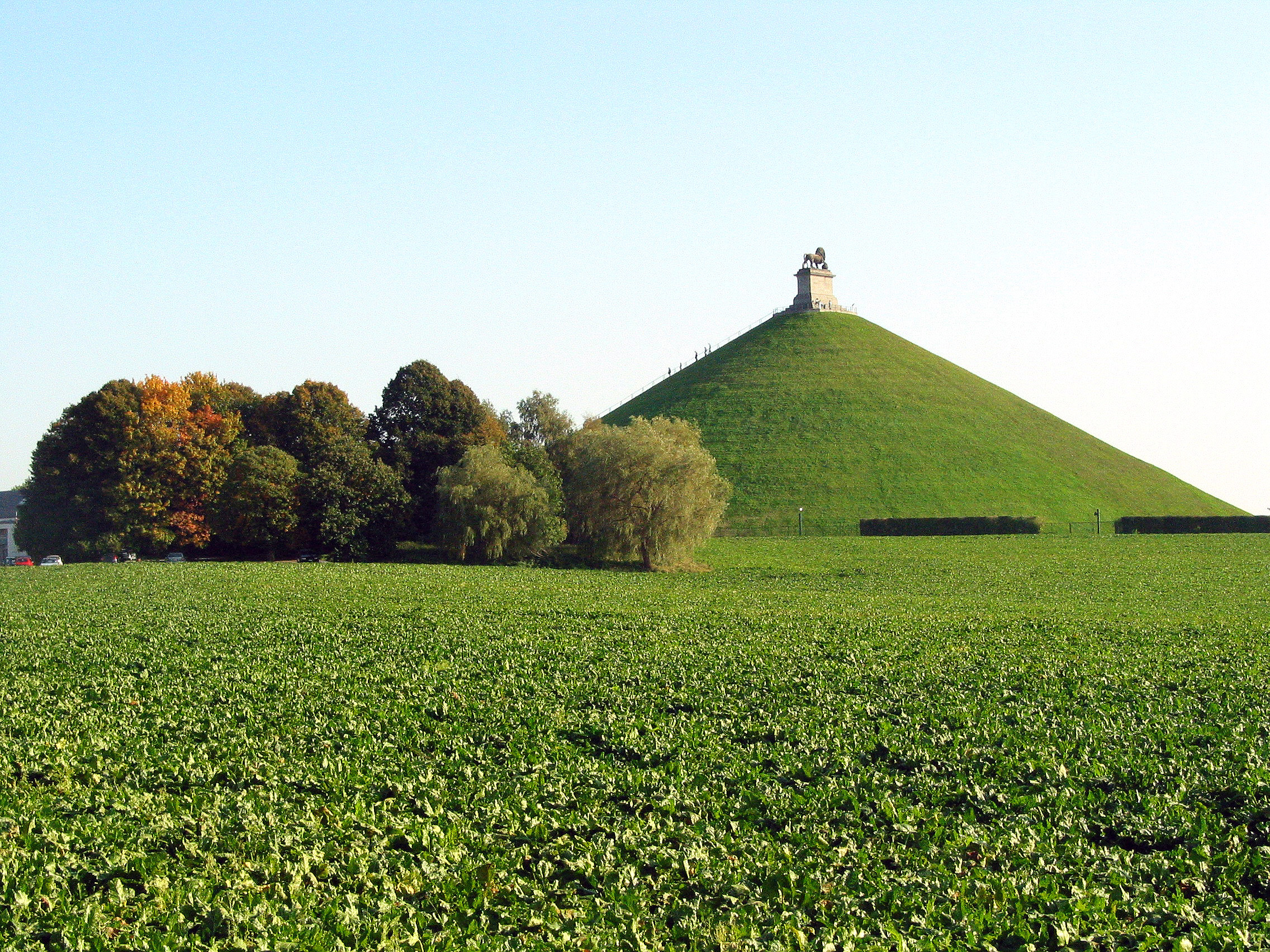
Leeuw van Waterloo

Een oorlogsmonument is een gebouw, standbeeld of ander bouwwerk opgericht om een oorlog of overwinning te vieren, of (overheersend in de moderne tijd) om hen die stierven of gewond raakten in een oorlog te herdenken. Soms wordt de term "bevrijdingsmonument" gebruikt.

## Symboliek

### Historisch gebruik

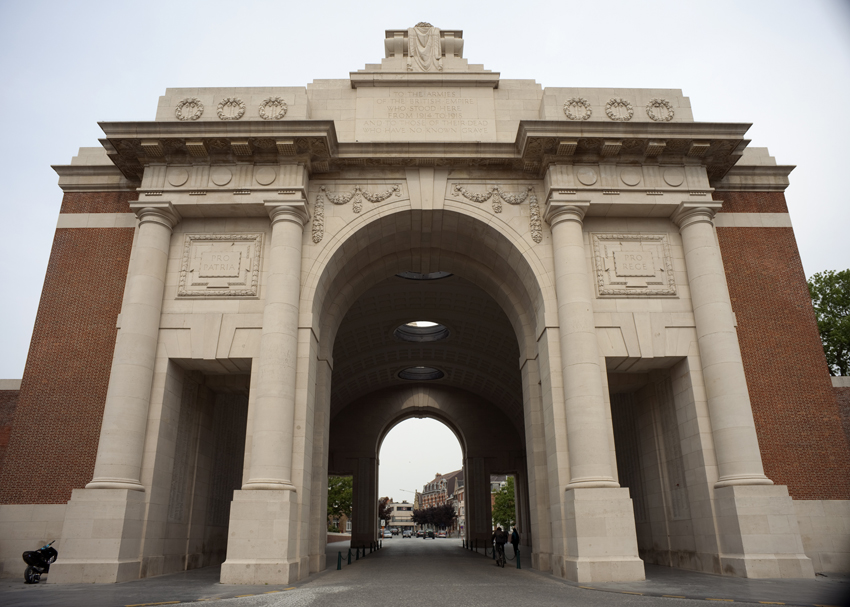
Menenpoort

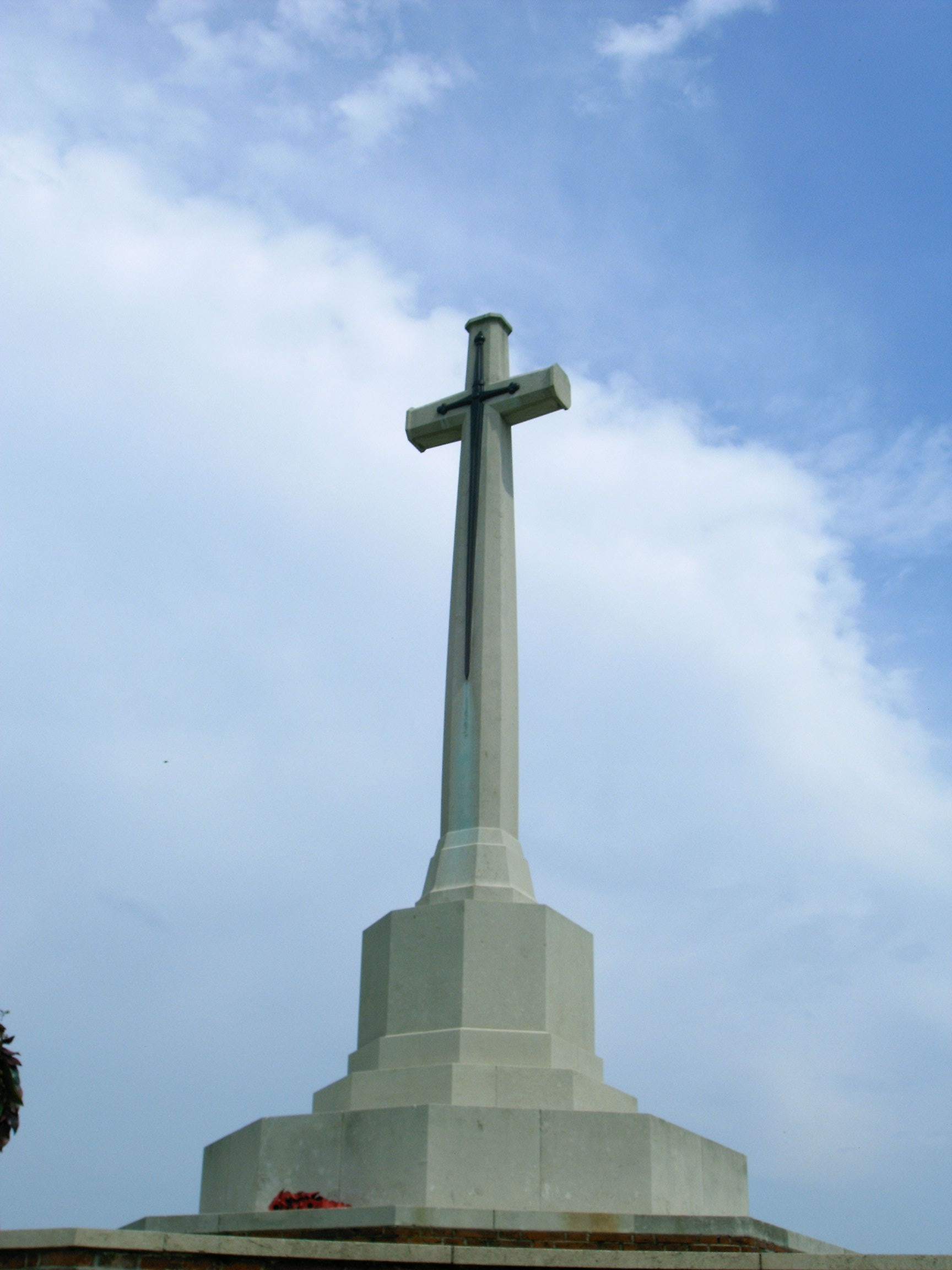
Cross of Sacrifice op het Groesbeek Canadian War Cemetery

Gedurende het grootste deel van de menselijke geschiedenis werden oorlogsmonumenten vooral opgericht om grote overwinningen te vieren. Het in herinnering houden van de doden was van secundair belang. In de tijd van Napoleon werden de doden in massale ongemarkeerde graven geplaatst. De Arc de Triomphe in Parijs of de Zuil van Nelson in Londen bevatten geen namen van de slachtoffers. Tegen het einde van de negentiende eeuw was het gebruikelijk voor regimenten in het Britse leger om monumenten op te richten voor hun in kleine imperiale oorlogen overleden kameraden en deze monumenten droegen hun namen. De Frans-Duitse Oorlog van 1870-1871 was de eerste oorlog in Europa, waarin de individuele soldaten herdacht werden in oorlogsmonumenten. Iedere soldaat kreeg een permanente rustplaats in het kader van de bepalingen van het Verdrag van Frankfurt (1871). 
Aan het begin van de twintigste eeuw werden in een aantal dorpen en steden in het Verenigd Koninkrijk fondsen gebruikt om de mannen uit hun gemeenschap, die hadden gevochten en gestorven waren in de Tweede Boerenoorlog, te herdenken. Maar het was na de grote verliezen van de Eerste Wereldoorlog dat de herdenking centraal kwam te staan. De meeste gemeenschappen richtten nu oorlogsmonumenten op, met vermelding van de mannen en vrouwen die naar de oorlog waren gegaan en niet waren teruggekeerd.

### Modern gebruik
In de moderne tijd is de belangrijkste bedoeling van oorlogsmonumenten niet om oorlog te verheerlijken, maar om hen die zijn overleden te eren. Soms kunnen zij, zoals in het geval van de Warschauer Kniefall van Willy Brandt, ook dienen als aandachtspunten van een beter begrip tussen de vroegere vijanden.

## Geschiedenis

### Eerste Wereldoorlog
Tijdens de Eerste Wereldoorlog kregen vele naties te maken met een grootschalige vernietiging en het verlies van veel levens. Meer mensen verloren hun leven in het oosten dan in het westen, maar het resultaat was anders. In het westen, en in reactie op de verkregen overwinning, richtten de meeste steden in de betrokken landen gedenktekens op, waarbij de gedenktekens in kleinere dorpen en steden vaak een opsomming gaven van de individuele namen van de lokale soldaten die gedood waren, naast de vermelding van de namen op militaire grafstenen (voor zover het gaat om het besluit van de Fransen en Britten in 1916 om door overheidswege ontworpen begraafplaatsen te bouwen), vaak tegen de wil van de directbetrokkenen, en zonder mogelijkheid van keuze in het Britse Rijk (Imperial War Graves Commission). Grote Britse monumenten ter herdenking van duizenden doden zonder een geïdentificeerde oorlogsgraf werden ook gebouwd, zoals de Menenpoort in Ieper en het Thiepval Memorial en het Delville Wood South African National Memorial in Somme. Het Liberty Memorial in Kansas City is een monument gewijd aan alle Amerikanen die dienden in de Eerste Wereldoorlog. Om verschillende redenen die verband houden met hun karakter, kan hetzelfde gezegd worden van toepassing op bepaalde gouvernementele monumenten in het Verenigd Koninkrijk (de cenotaaf in Londen en de Scottish National War Memorial in Edinburgh).

### Pacifistischeoorlogsmonumenten en monumenten over oorlog en vrede
Na de Eerste Wereldoorlog richtten een aantal steden in Frankrijk pacifistische oorlogsmonumenten op. In plaats van de herdenking van de glorieuze dood, gaven deze monumenten de oorlog weer met beeltenissen van rouwende weduwen en kinderen in plaats van soldaten. Dergelijke gedenktekens veroorzaakte woede onder veteranen en de militairen in het algemeen. Het bekendste staat bij Gentioux-Pigerolles in het departement Creuse. Onder de kolom die de naam van de gevallenen weergeeft, staat een wees in brons te wijzen naar een inscriptie 'Maudite soit la guerre" (Vervloekt zij de oorlog). De kwestie bleek dermate gevoelig te liggen dat het monument tot 1990 niet officieel in gebruik werd genomen en soldaten in het nabijgelegen legerkamp het bevel hadden om hun hoofden te draaien als ze voorbij liepen. Nog zo'n gedenkteken is te vinden in het kleine stadje van Équeurdreville-Hainneville (voorheen Équeurdreville) in het departement Manche. Hier staat het standbeeld van een rouwende weduwe met twee kleine kinderen. Er lijkt geen exact equivalente vorm van het gedenkteken te zijn in het Verenigd Koninkrijk, maar blijkbaar waren gevoelens in veel gevallen identiek. Hoewel het erop lijkt dat dit nooit algemeen is erkend, kan worden gesteld dat er in het Verenigd Koninkrijk sprake was van een constructie van oorlogsmonumenten met betrekking tot het concept van de vrede (bijvoorbeeld West Hartlepool War Memorial).

### Tweede Wereldoorlog en erna
In veel gevallen werden de Eerste Wereldoorlog-gedenktekens later uitgebreid met de namen van de lokale bevolking die in de omgekomen waren in de Tweede Wereldoorlog. Sinds die tijd vermelden gedenktekens voor de doden in andere conflicten, zoals de Koreaanse Oorlog en de Vietnamoorlog, ook individuele bijdragen, althans in de westerse wereld. Ook worden vergelijkbare historische en voor de architectuur significante monumenten opgericht voor gebeurtenissen die van oudsher verbonden waren met (wereld)oorlogen (zoals het National September 11 Memorial & Museum).
Tot 1940 (het begin van WOII was in mei 1940) kende Nederland nauwelijks oorlogsmonumenten. Het land was neutraal gebleven in de Eerste Wereldoorlog, er zijn daar dan ook bijna geen monumenten aan overgehouden. Toen in 1945 een ware "monumentenregen" begon, en zowel kunstenaars- als burgercommissies hun zorgen uitten. Over de esthetiek van de beelden dan wel de ethiek van de oprichters, kwam er een monumentenstop met het Besluit Oorlogs- of Vredesgedenkteekens op 15 oktober 1945. Vooralsnog bleef het monumenten regenen, tot begin jaren 50. Hierna nam het aantal monumenten verder af. Tot 1990 en 1999, waarin sinds de jaren 40 de meeste monumenten voor de Tweede Wereldoorlog zijn onthuld tussen 1990 en 1999. Ook na 2010 werden hier echter nog steeds nieuwe monumenten aan toegevoegd, in veel gevallen op initiatief van burgers.

## Types
- Een oorlogsmonument kan een volledig gebouw zijn,[4] vaak met een museum, of gewoon een eenvoudige plaquette. Veel oorlogsmonumenten hebben de vorm van een monument of standbeeld en dienen als een ontmoetingsplaats voor dodenherdenkingen als de Nationale Dodenherdenking en Memorial Day.
- Veel oorlogsmonumenten dragen plaquettes met een opsomming van de namen van degenen die stierven in de strijd. Soms zijn deze lijsten zeer lang. Sommige oorlogsmonumenten zijn gewijd aan een specifieke slag, terwijl andere meer algemeen van aard zijn en inscripties dragen met een opsomming van de verschillende fronten van de oorlog.
- Veel oorlogsmonumenten hebben grafschriften met betrekking tot de eenheid, slag of oorlog die ze herdenken. Een voorbeeld is de Ode of Remembrance door Laurence Binyon dat in veel landen van het Gemenebest van Naties wordt gebruikt.
- De Memorial Arch, zoals aan de Royal Military College of Canada herinnert aan ex-cadetten die stierven tijdens hun militaire dienst.
- Levende gedenktekens, objecten die gebruikt worden in het dagelijks leven en tegelijkertijd dienen als oorlogsmonument. Dit kunnen onder andere bruggen, parken, bibliotheken, speeltuinen, buurthuizen, maatschappelijke auditoria en sportvelden zijn. Voorbeelden hiervan zijn Soldier Field en Veterans Stadium.
- In sommige gevallen wordt het wrak van een gevechtsvliegtuig of ander militair voertuig niet geborgen, maar laat men dit als monument liggen.

### Tankmonument

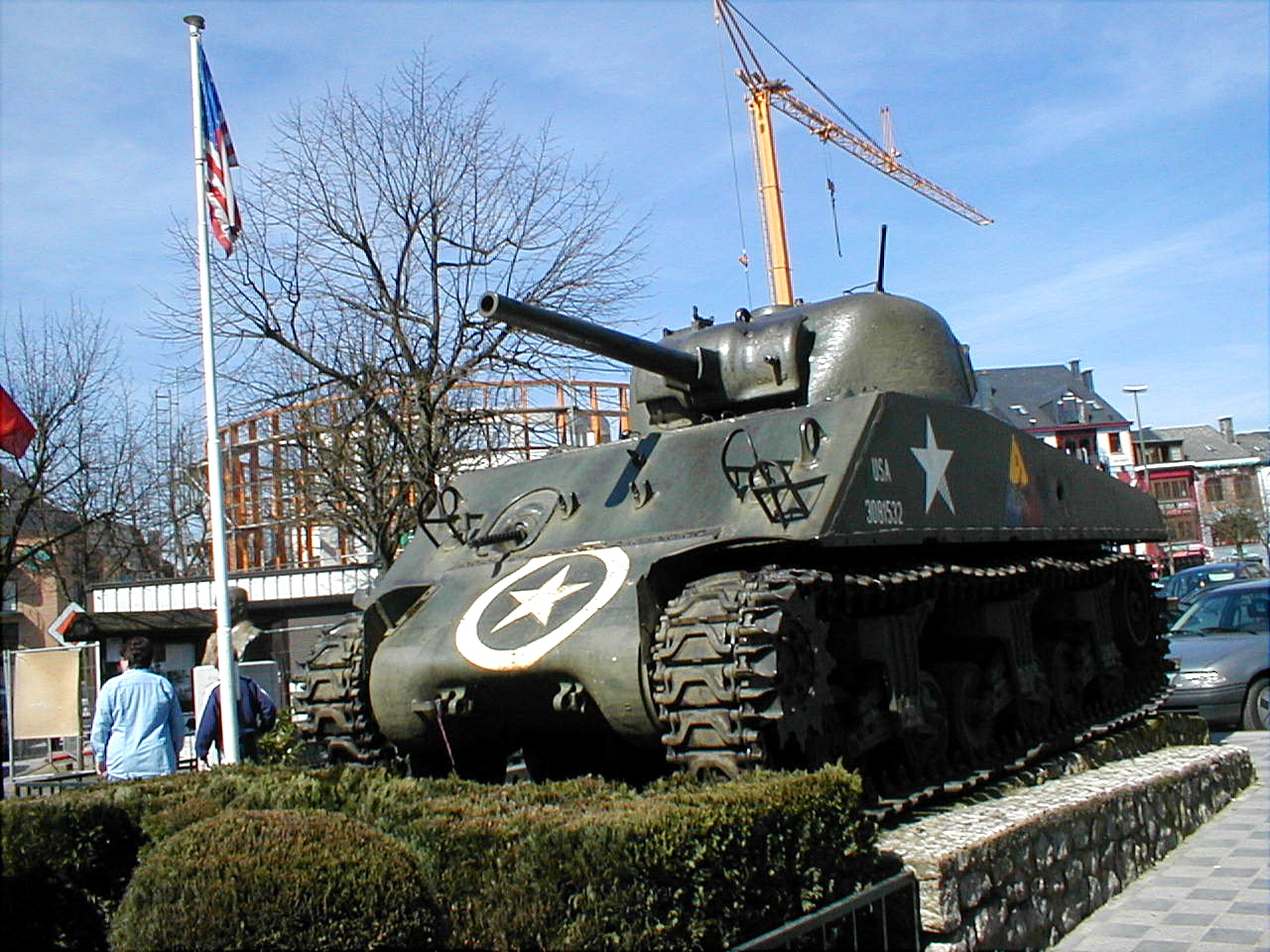
M4 Sherman in Bastenaken

Een tankmonument of gepantserde gedenkteken is een tank die is teruggetrokken uit de militaire dienst en tentoongesteld wordt om een gevecht of een militaire eenheid te herdenken. Verouderde tanks worden ook tentoongesteld als poortwachters buiten militaire bases.
Er zijn verschillende voorbeelden van tankmonumenten in de Ardennen, dat de locatie was van de grote gepantserde offensieven in de Tweede Wereldoorlog, zoals de Slag bij Sedan en de Slag om de Ardennen. In de Ardennen gaat het om:
- een 17pdr SP Achilles in La Roche-en-Ardenne
- een M4A1 Sherman in La Roche-en-Ardenne
- een Panthertank in het dorp Celles
- een Shermantank op het dorpsplein van Bastenaken
- een Tiger II-tank in La Gleize

## Voorbeelden

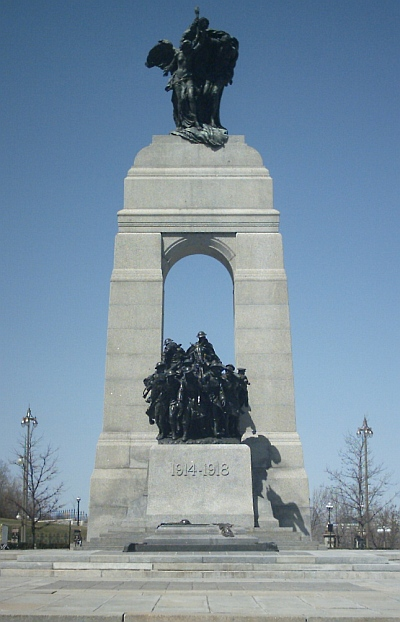
Het National War Memorial in Ottawa, Ontario, Canada.

### Afrika
- Egypte
  - Monument van de Onbekende Soldaat
  - Port Said Martyrs Memorial

### Amerika
- Brazilië

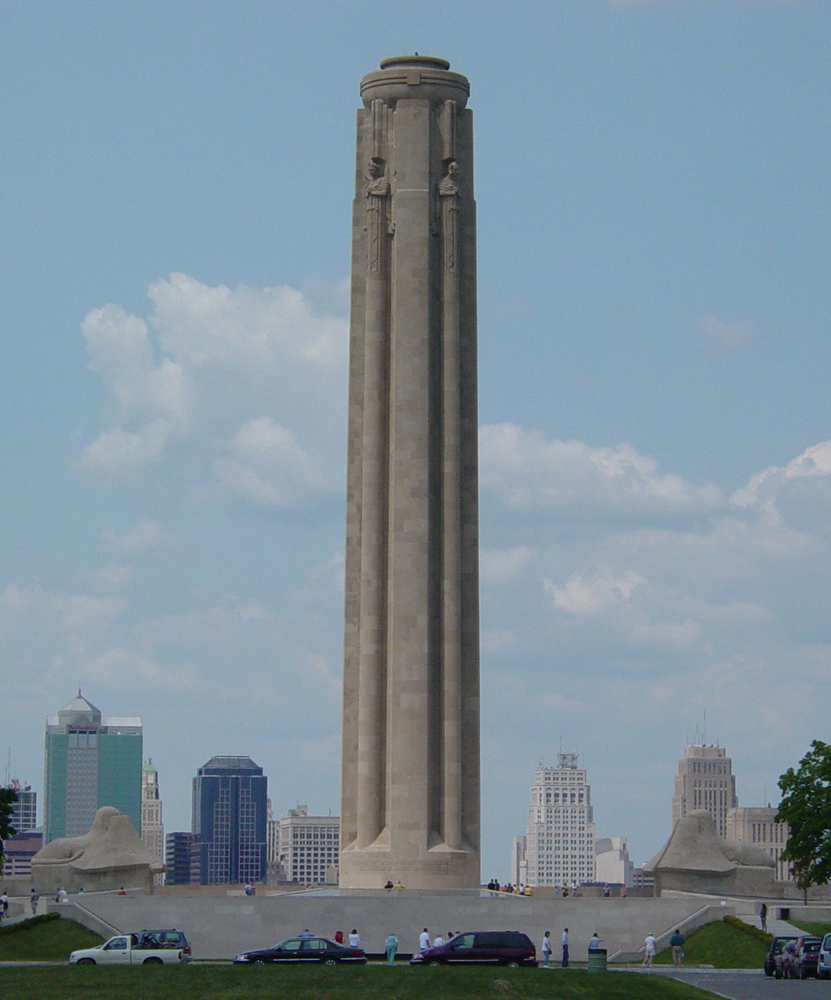
Het Liberty Memorial, National World War I Memorial of the USA in Kansas City, Missouri.

  - Monument voor de doden van de Tweede Wereldoorlog
  - Monument voor expeditieleger
- Canada
  - Lijst van Canada oorlogsmonumenten
- Verenigde Staten
  - Iron Mike
  - Korean War Veterans Memorial
  - Liberation (Holocaust memorial)
  - National Cemetery
  - Navy – Merchant Marine Memorial
  - Northwood Gratitude and Honor Memorial
  - Soldier Field
  - Spirit of the American Doughboy
  - Tomb of the Unknowns
  - United States Marine Corps War Memorial
  - United States Navy Memorial
  - Veterans Stadium
  - Vietnam Veterans Memorial
  - Vietnam Women's Memorial
  - World War I Memorial
  - World War II Memorial

### Azië
- Bangladesh
  - Jatiyo Smriti Soudho, Savar
- China

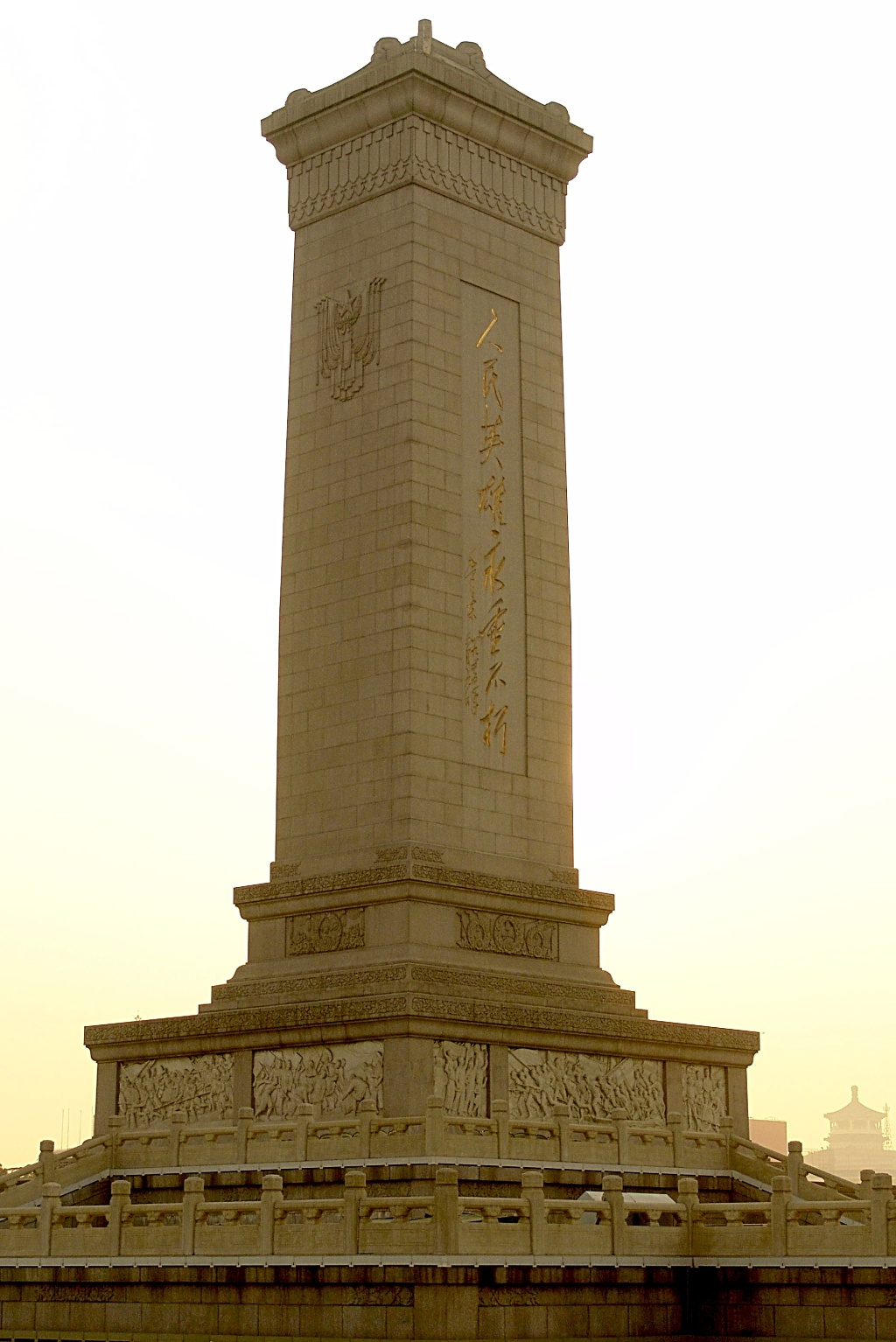
Monument voor de Helden van het Volk, Peking, China.

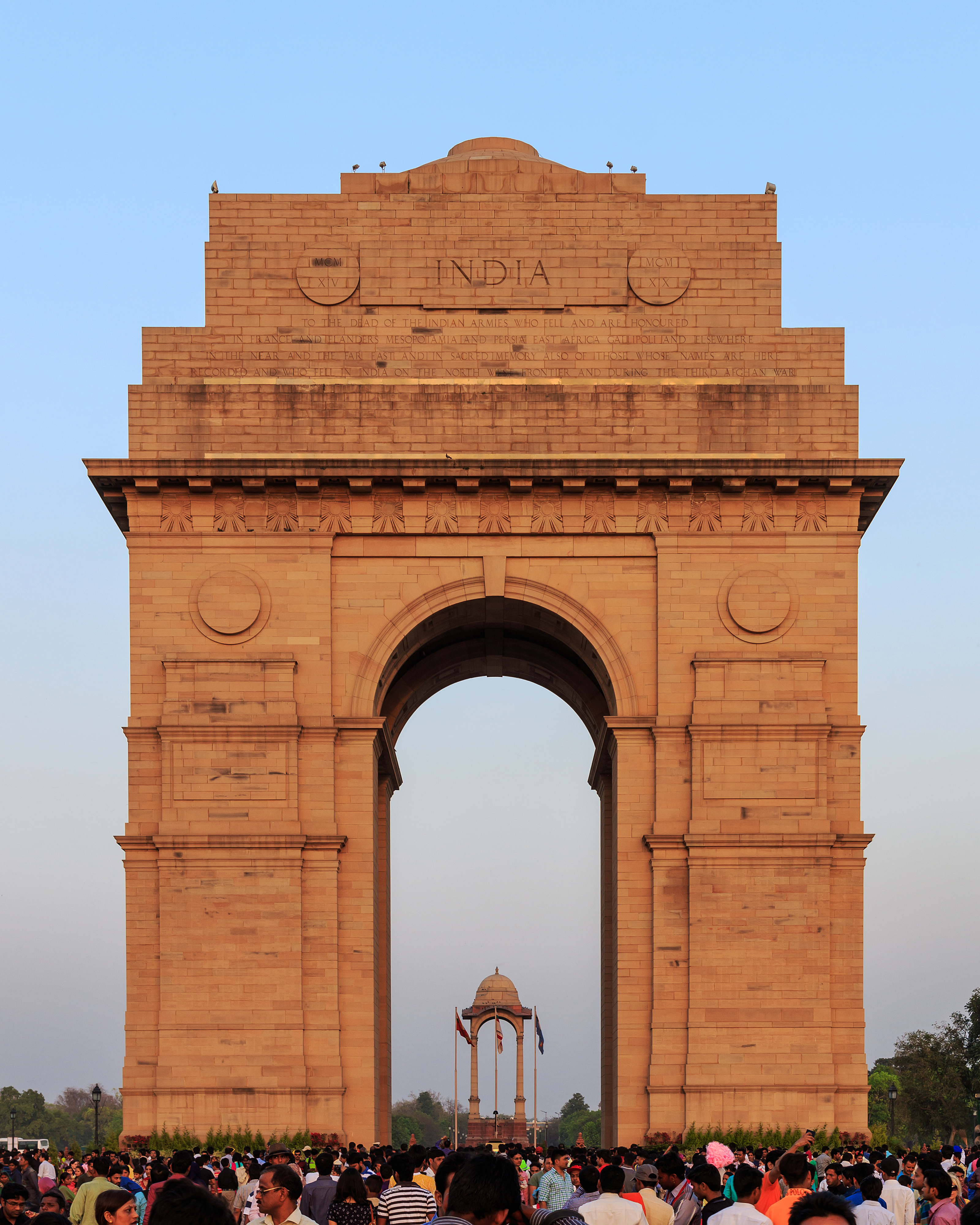
India Gate

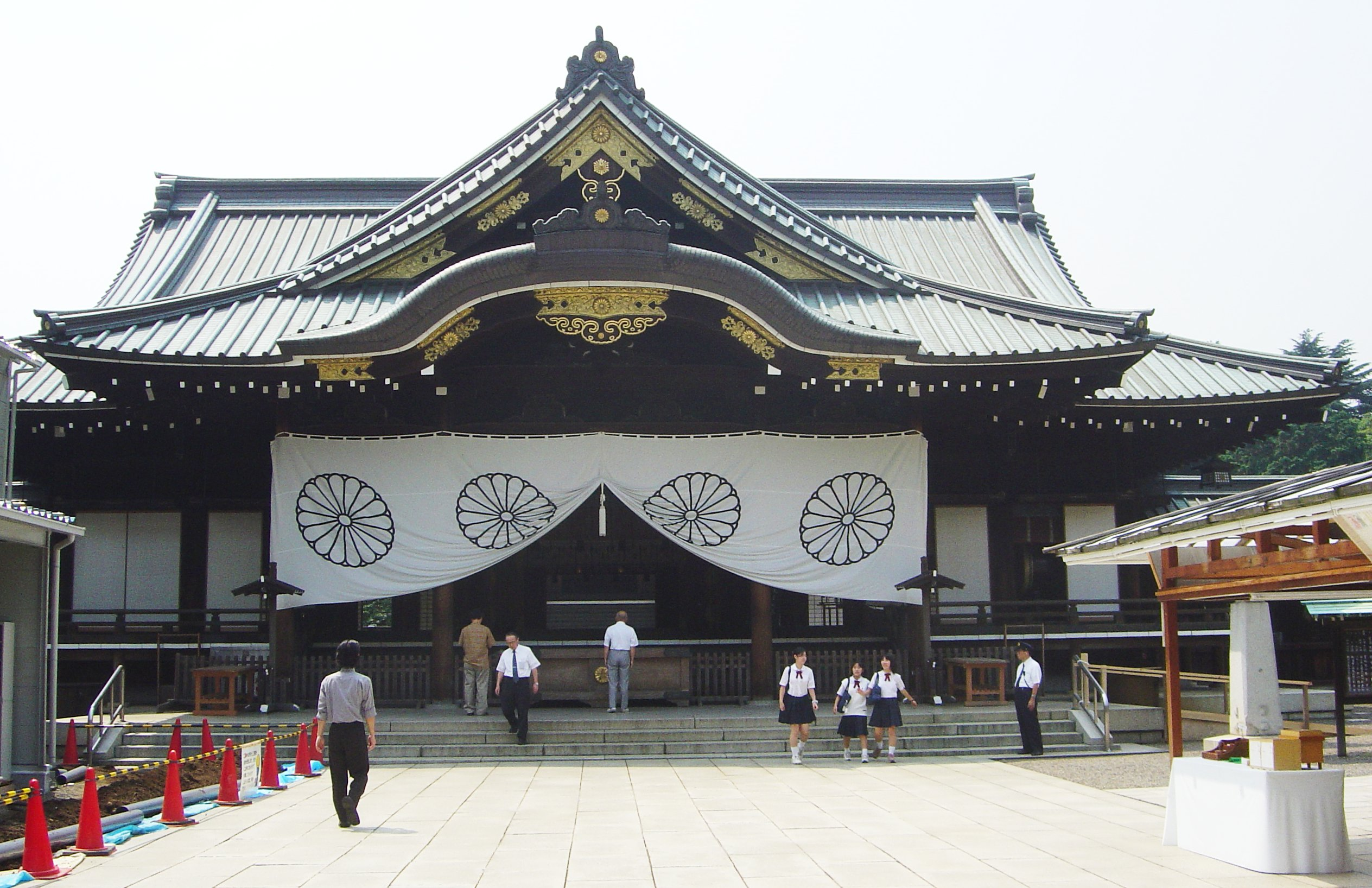
Yasukuni-schrijn

  - Monument voor de Helden van het Volk
  - The Cenotaph (Hongkong)
- India
  - India Gate (Nationaal Monument van India)
  - War Memorial (Chennai)
- Irak
  - Al-Shaheed-monument
- Japan
  - Yasukuni-schrijn
- Maleisië
  - Tugu Negara
- Singapore
  - Ereveld Kranji
- Zuid-Korea
  - Oorlogsmonument (Zuid-Korea)
  - Canadees monument voor de Korea-oorlog

### Europa
- België
  - Menenpoort (Ieper)

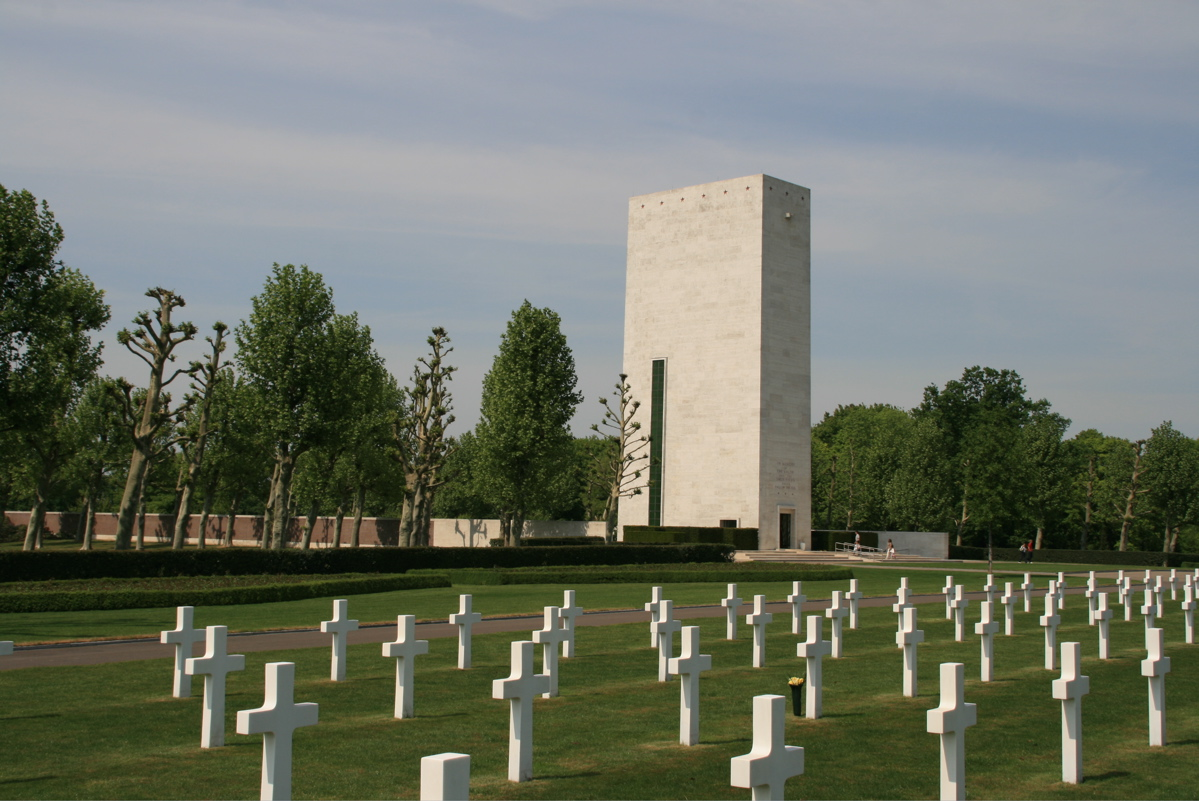
Netherlands American Cemetery and Memorial in Margraten

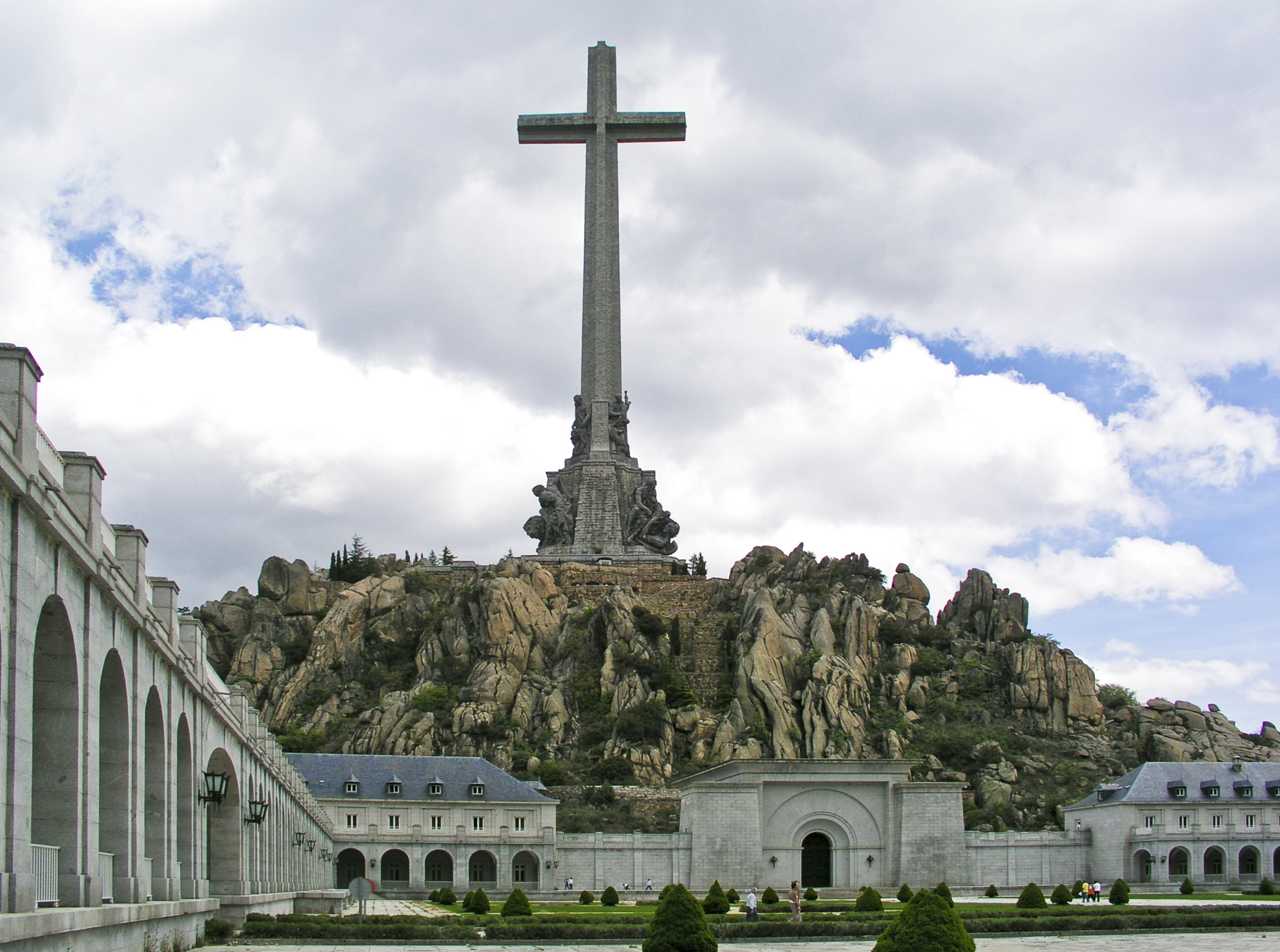
Valle de los Caídos in Spanje

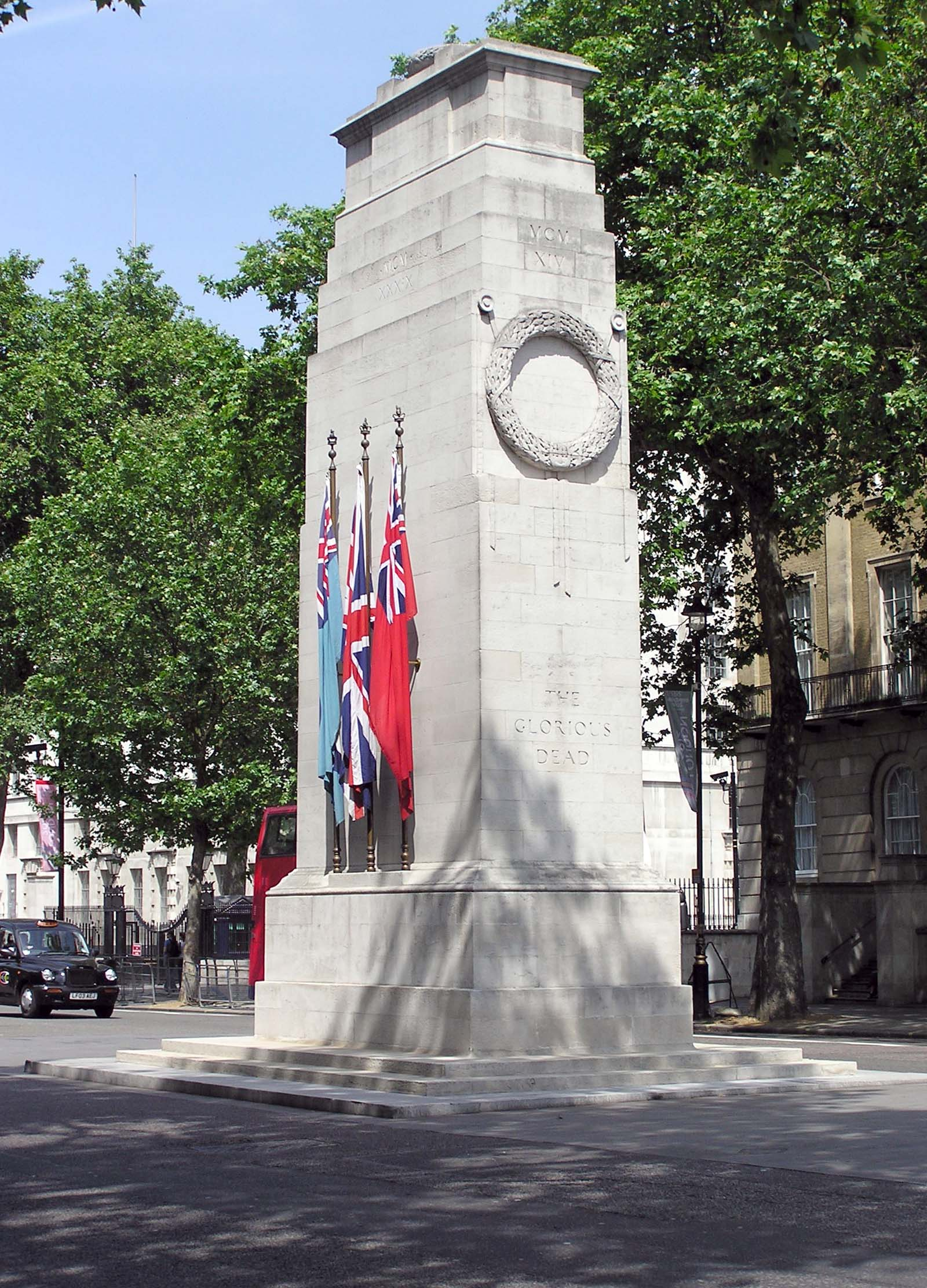
The Cenotaph in Whitehall, Londen, Verenigd Koninkrijk.

  - The Brooding Soldier (Sint-Juliaan)
  - Iers Vredespark (Mesen)
  - Leeuw van Waterloo
  - Herdenkingsmonument "Bloemen tegen het vergeten"
  - Oorlogsmonument Eupen
  - Oorlogsmonument Sint-Amandsberg
- Duitsland
  - Tannenberg-Denkmal
  - Völkerschlachtdenkmal
  - Befreiungshalle
  - Hermannsdenkmal
  - Sowjetisches Ehrenmal (Treptower Park)
- Estland
  - Overwinningszuil Onafhankelijkheidsoorlog (Tallinn)
- Frankrijk
  - Beaumont-Hamel Newfoundland Memorial
  - Ossuarium van Douaumont
  - Mametz Wood Memorial
  - Nécropole nationale de Notre-Dame de Lorette
  - Mémorial de Verdun
  - Villers-Bretonneux Memorial
  - Canadian National Vimy Memorial
  - Thiepval Memorial
  - Normandy American Cemetery and Memorial
- Ierland
  - Garden of Remembrance (Dublin)
  - Irish National War Memorial Gardens
- Italië
  - Sacrario Militare di Redipuglia
- Nederland
  - Nationaal Monument (Amsterdam)
  - Netherlands American Cemetery and Memorial (Margraten)
  - Groesbeek Canadian War Cemetery
  - Monument op de Waalsdorpervlakte (Den Haag)
  - Per provincie: Drenthe, Flevoland, Friesland, Gelderland, Groningen, Limburg, Noord-Brabant, Noord-Holland, Overijssel, Utrecht, Zeeland en Zuid-Holland
- Oostenrijk
  - Heldendenkmal der Roten Armee (Wenen)
- Roemenië
  - Mausoleum van Mărășești (Mărășești)
  - Graf van de Onbekende Soldaat in Boekarest
- Rusland
  - Graf van de Onbekende Soldaat in Moskou
  - Piskaryovskoye herdenkingsbegraafplaats
  - Poklonnaya Gora
  - Moeder Moederland (Wolgograd)
- Spanje
  - Vallei van de Gevallenen
- Turkije
  - Zafer Aniti-Turkse onafhankelijkheidsoorlog overwinningsmonument
  - Ulus Cumhuriyet Aniti-Ulus Turkse Republiek-monument
  - Guven Aniti-Turkse Soldatenmonument
  - Gelibolu schiereiland (Gallipoli)
  - Korean War Veterans Memorial
  - Turkse onafhankelijkheidsoorlogsmonument
- Verenigd Koninkrijk
  - Armed Forces Memorial (Alrewas)
  - The Cenotaph (Whitehall), (Londen)
  - The Cenotaph (Belfast)
  - Hall of Memory (Birmingham)
  - Spean Bridge Commando Memorial (Highland)
  - Lewis War Memorial, (Stornoway)
  - National Firefighters Memorial
  - Scottish National War Memorial, (Edinburgh)
  - Shot at Dawn Memorial
  - Graf van de Onbekende Soldaat (Westminster Abbey)
  - Monument to the Women of World War II, (Londen)
  - Welsh National War Memorial, (Cardiff)
  - Schotse oorlogsmonumenten
  - Northern Ireland War Memorial
  - Oorlogsmonumenten in Monmouth (Wales)
- Wit-Rusland
  - Monument bij fort Brest (Brest)
  - Chatynmonument

### Oceanië
- Australië
  - ANZAC War Memorial (Sydney)
  - Australian War Memorial (Canberra)
  - Fremantle War Memorial (Fremantle)
  - Hobart Cenotaph (Hobart)
  - State War Memorial (Perth)
  - National War Memorial (Adelaide)
  - Shrine of Remembrance (Brisbane)
  - Shrine of Remembrance (Melbourne)
  - Mount Macedon Memorial Cross (Mount Macedon)
- Nieuw-Zeeland
  - Auckland War Memorial Museum
  - National War Memorial (Wellington)